# Пестово
Песто́во — город (с 1965) в России, административный центр Пестовского муниципального округа Новгородской области.
Население 14 032 чел. (2021).
Распоряжением Правительства РФ от 29 июля 2014 года № 1398-р «Об утверждении перечня моногородов» Пестовское городское поселение включено в категорию «Монопрофильные муниципальные образования Российской Федерации (моногорода) с наиболее сложным социально-экономическим положением».

## География
Город расположен на Молого-Шекснинской низменности, на реке Мологе (бассейн Волги). На северо-востоке Новгородской области пологий склон карстового плато переходит в низменную зандровую равнину и долину реки Мологи, которые вместе образуют западную часть Мологской низменности. При этом большая часть Мологской низменности относится к Вологодской области.
Город находится в 314 км к востоку от областного центра города Великого Новгорода и в 54 км к западу от города Устюжны Вологодской области. Пестово является самым восточным городом Новгородской области. По железной дороге Пестово находится в 360 км к юго-востоку от города Санкт-Петербурга.

### Климат
Преобладает умеренно континентальный климат. Январь самый холодный месяц в году, его средняя температура −9.4 °C, а самый тёплый месяц в году: июль, со средней температурой +18,6 °C.
Гидроландшафту Пестовского района присущ восточный мезоклимат, относящийся к холодной климатической полосе. Безморозный период длится 110—120 дней.
Среднегодовое количество осадков 645 мм.

## История
После вступления Российской империи в Первую мировую войну было принято решение о строительстве новой железной дороги Петроград — Рыбинск. В 1915 году было закончено проведение изыскательских работ и намечена трасса будущей линии. Строительство планировалось осуществить в 1916—1922 годы. Было создано 8 строительных участков, каждый протяжённостью 70 вёрст. Пестово было назначено центром шестого строительного участка. В 1918 году при строительстве железной дороги была основана станция Пестово. В 1919 году через Пестово прошёл первый поезд. Станция получила своё название от расположенной поблизости (к западу, на реке Меглинка) деревни Русское Пестово. Прилагательное «русское» в названии деревни объясняется тем, что немного южнее есть ещё и деревня Карельское Пестово (карелы поселились в Новгородской земле после того, как по Тявзинскому (1595) и Столбовскому (1617) мирным договорам земли вокруг Ладожского озера и в устье Невы отошли от Московского царства к Швеции, а значительная часть местного православного карельского населения вынуждена была переселиться южнее). Само название Пестово происходит от личного имени Пест.
В начале XIX века деревня Пестово Русское находилась на дороге между уездными городами Боровичи и Устюжна и зачастую отмечалась на картах просто Пестово. Относилась к Устюжно-Железопольскому уезду Новгородской губернии. В июне 1884 года в Пестово был проездом великий князь Владимир Александрович в ходе путешествия по северным губерниям. Из Царского Села он поездом прибыл на вокзал Боровичской железной дороги, а из Боровичей проследовал по тракту через Пестово в Устюжну. В 1904—1906 годах Охонско-Острачевская волость утратила вторую часть своего наименования и стала называться Охонской волостью. К 1911 году в деревне Пестово Русское насчитывалось 43 жилых дома и 234 жителя обоих полов.
В 1922 году между РСФСР и Веймарской республикой был заключён Рапалльский договор и стало возможно промышленное сотрудничество. В 1923 году между советским правительством и «Обществом с ограниченной ответственностью для хозяйственных сношений с Востоком», специально созданным немецкими промышленниками, было заключено концессионное соглашение на 25 лет о строительстве в первую очередь нескольких лесопильных заводов и шпалопропиточного завода, а через 10 лет ещё 10 заводов для химической переработки пней. Также концессионеры должны были закончить строительство железной дороги Мга — Рыбинск на участках Будогощь — Пестово и Пестово — Красный Холм протяжённостью 360 вёрст. В районе строительства железной дороги концессионеру в хозяйственную эксплуатацию передавались участки в 18 лесничествах. 12 сентября 1923 года договор подписали с советской стороны председатель ВСНХ СССР А. И. Рыков, зам. наркома земледелия РСФСР А. И. Свидерский, нарком иностранных дел Г. В. Чичерин, с германской — высший правительственный советник Карл Беккер. Были образованы АО «Мологолес» и «Мологожелдор». В конце 1923 года немецкие предприниматели начали завозить в район лесоразработок инструменты, материалы и оборудование. За 1924 год были построены 3 лесопильных завода на 12 рам в Сольцах (№ 1), Песи (№ 2) и Пестово (№ 3). Производство, развёрнутое в Пестово при станции, было из них самым крупным. Заводы были запущены в декабре 1924 года. Однако уже в начале 1925 года рабочие этих заводов начали проводить забастовки. В октябре 1926 года на Пестовском лесозаводе произошла наиболее крупная забастовка.
В 1927 году концессионеры организовали в Пестово леснаую биржу. Весной 1927 года концессионное соглашение было досрочно расторгнуто, а постановлением СНК СССР от 18 мая 1927 года все предприятия общества были переданы тресту «Севзаплес». Пестовский лесозавод перешёл в управление тресту «Севзаплес», а Пестовская лесная биржа — тресту «Ленлесосплав». С 1928 года по 1932 год, в период первой пятилетки, Пестовский лесопильный завод значительно вырос и был реконструирован. Однако к 1933 году лесозавод и лесобиржа по разделке древесины были единственными промышленными предприятиями в Пестово.
В последующие годы Пестовский лесозавод вырос до крупного деревообрабатывающего комбината.[значимость факта?]
Во время Великой Отечественной войны в Пестово находилось несколько госпиталей. Умершие от ран захоронены на небольшом воинском мемориальном кладбище; среди покоящихся на нём — Герой Советского Союза К. В. Соловьёв и Герой Советского Союза, полный кавалер ордена Славы (один из четверых полных кавалеров ордена Славы, удостоенных звания «Герой Советского Союза») Николай Иванович Кузнецов. Впрочем, основные захоронения умерших от ран в годы войны проводились в прилегающем лесном массиве; именно он прежние годы являлся местом празднования Дня Победы для всех жителей города.
В 2020 году после многолетних поисков и длительной работы в архивах членам районного краеведческого общества «Наследие-Пестово» удалось найти имена советских воинов, умерших от ран в эвакогоспитале 2750. В конце 2023 года была произведена установка плит с фамилиями защитников Отечества. 

## Население
| 1931    | 1939    | 1959    | 1967    | 1970    | 1979    | 1989    | 1992    | 1996    | 1998    | 2000    | 2001    |
| ------- | ------- | ------- | ------- | ------- | ------- | ------- | ------- | ------- | ------- | ------- | ------- |
| 3100    | ↗7925   | ↗14 208 | ↗16 000 | ↘15 795 | ↘15 479 | ↗15 941 | ↗16 100 | ↗16 200 | →16 200 | ↗16 300 | ↘16 200 |
| 2002    | 2003    | 2005    | 2006    | 2007    | 2008    | 2009    | 2010    | 2011    | 2012    | 2013    | 2014    |
| ↘15 990 | ↗16 000 | ↘15 800 | →15 800 | ↘15 700 | ↗15 800 | ↘15 723 | ↗15 903 | ↘15 900 | ↘15 851 | ↘15 773 | ↗15 824 |
| 2015    | 2016    | 2017    | 2018    | 2019    | 2020    | 2021    |         |         |         |         |         |
| ↘15 679 | ↘15 593 | ↘15 461 | ↘15 269 | ↘15 137 | ↘14 985 | ↘14 032 |         |         |         |         |         |

На 1 января 2025 года по численности населения город находился на 817-м месте из 1124 городов Российской Федерации.
Национальный состав
По итогам переписи населения 2020 года проживали следующие национальности (национальности менее 0,1 % и другое, см. в сноске к строке «Другие»):
| Национальность | Численность, чел. | Доля     |
| -------------- | ----------------- | -------- |
| Русские        | 12 631            | 90,02 %  |
| Азербайджанцы  | 125               | 0,89 %   |
| Украинцы       | 68                | 0,48 %   |
| Узбеки         | 50                | 0,36 %   |
| Чеченцы        | 31                | 0,22 %   |
| Таджики        | 25                | 0,18 %   |
| Татары         | 24                | 0,17 %   |
| Цыгане         | 20                | 0,14 %   |
| Белорусы       | 19                | 0,14 %   |
| Другие         | 1039              | 7,40 %   |
| Итого          | 14 032            | 100,00 % |

## Местное самоуправление

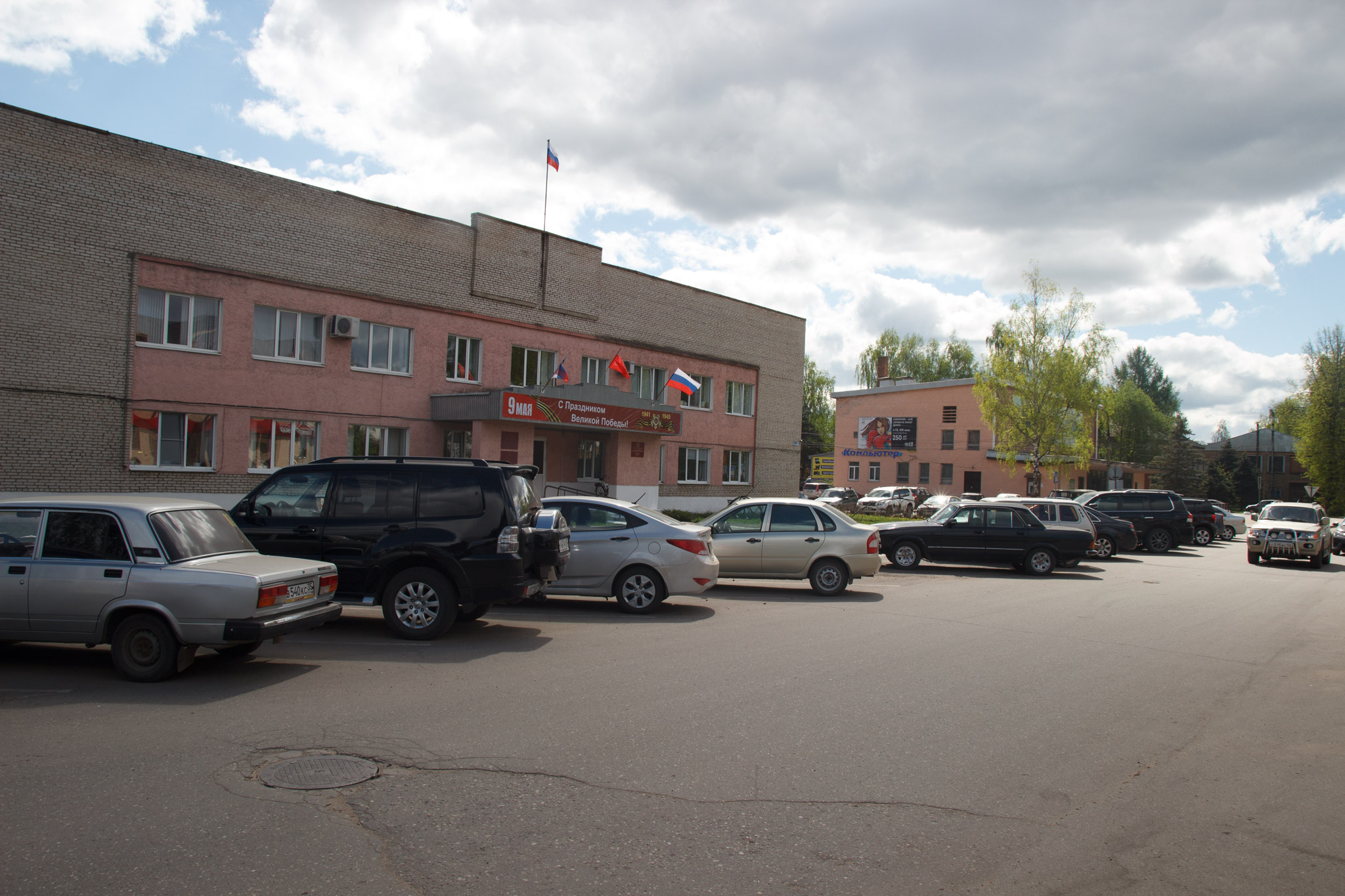
Здание администрации и думы Пестовского муниципального округа на ул. Советская д. 10

В 2023 году в Новгородской области была проведена муниципальная реформа. В Пестовском районе все 8 муниципальных образований, включая Пестовское городское поселение, были упразднены. Сам район преобразован в Пестовский муниципальный округ, с новым уставом. Город Пестово утратил местный совет депутатов и администрацию. При этом город остался административным центром Пестовского муниципального округа.
Дума Пестовского муниципального округа состоит из 16 депутатов, избираемых гражданами на муниципальных выборах на 5 лет. В сентябре 2023 года состоялись выборы депутатов Пестовского муниципального округ 1 созыва. Муниципальный округ был разделён на 4 четырёхмандатных избирательных округа по 3800-3830 избирателей, в каждом из которых избрали 4 депутатов. При этом избирательной комиссией была использована «лепестковая» нарезка округов — город Пестово был разделён между всеми четырьмя избирательными округами так, что каждая часть города оказалась объединена с несколькими десятками деревень. Было избрано 16 депутатов, из которых 15 от партии «Единая Россия» и 1 от КПРФ. Депутаты-единороссы сформировали фракцию.Председателем думы избран Дмитрий Владимирович Кузин (округ № 1, «Единая Россия») — гениральный директор ООО «ДВК ТРИЭС», пестовского производства модульных зданий и Блок-контейнеров.
Глава Пестовского муниципального округа являлся высшим должностным лицом местного самоуправления. Избирается Думой Пестовского муниципального округа из кандидатов, представленных конкурсной комиссией по результатам конкурса. После вступления в должность возглавляет администрацию округа. 16 ноября 2023 года депутаты думы Пестовского муниципального округа назначили главой Елену Алексеевну Поварову («Единая Россия»).

### Судебная власть
Судебную власть в городе осуществляют мировой судья мирового судебного участка № 18 Пестовского района и Пестовский районный суд. Районный суд входит в систему судов общей юрисдикции и занимает положение второго звена этой системы (выше мировых судей, но ниже судов уровня области и Верховного Суда РФ).

## Транспортное сообщение
Железнодорожная станция Октябрьской железной дороги на линии
Санкт-Петербург — Мга — Кириши — Неболчи — Хвойная — Кабожа — Пестово — Овинище — Сонково — Савёлово (Кимры) — Москва (Савёловский ход).
Имеется прямое пассажирское сообщение с Санкт-Петербургом (Ладожский вокзал).
Автобусное сообщение производится компаниями: ООО «Фабус», ИП Егоров. Действует междугородный маршрут Пестово — Великий Новгород. Выполняются регулярные пригородные рейсы: Пестово — Чёрное / через Коровино, Пестово — Абросово, Пестово — Малышево, и другие.

## Здравоохранение
Медицинское обслуживание населения города и муниципального округа осуществляет Пестовская центральная районная больница. Работают детская и взрослая поликлиники. Также работает частный медицинский центр ООО «Нео Медик».

## Образование
В городе 3 средних общеобразовательных школы: средняя школа № 1 имени Н. И. Кузнецова, средняя школа № 2, средняя школа № 6 имени С. В. Васюковича. Дополнительное образование в музыкальной и художественной сфере предоставляет Пестовская детская школа искусств.

## Достопримечательности
- Группа курганов ильменских словен в парковой зоне улицы Курганной. X век;
- Церковь евангельских христиан-баптистов;
- Пестовский районный дом культуры;
- Мемориал памяти воинов-работников лесозавода, погибших в годы Великой Отечественной войны;
- Церковь Покрова Богородицы на Мологе 1820 г.
- Кафедральный храм Иоанна Кронштадтского 2015 г.
- Фахверковый жилой дом, построенный в 1924 году для немецких специалистов советско-германской концессии «Мологолес», основанной акционерным обществом «Gebr. Himmelsbach»[43].
- Железнодорожный мост 1929 г.
- Водонапорная башня на станции Пестово 1931 год.
- Пестовский краеведческий музей — ул. Ленина, д. 35.
- Интересный факт: жители города Пестово, название которого произошло от слова пест, убеждены в том, что Дед Пихто уроженец их мест. В Пестовском краеведческом музее именно он встречает гостей у входа.

## Галерея

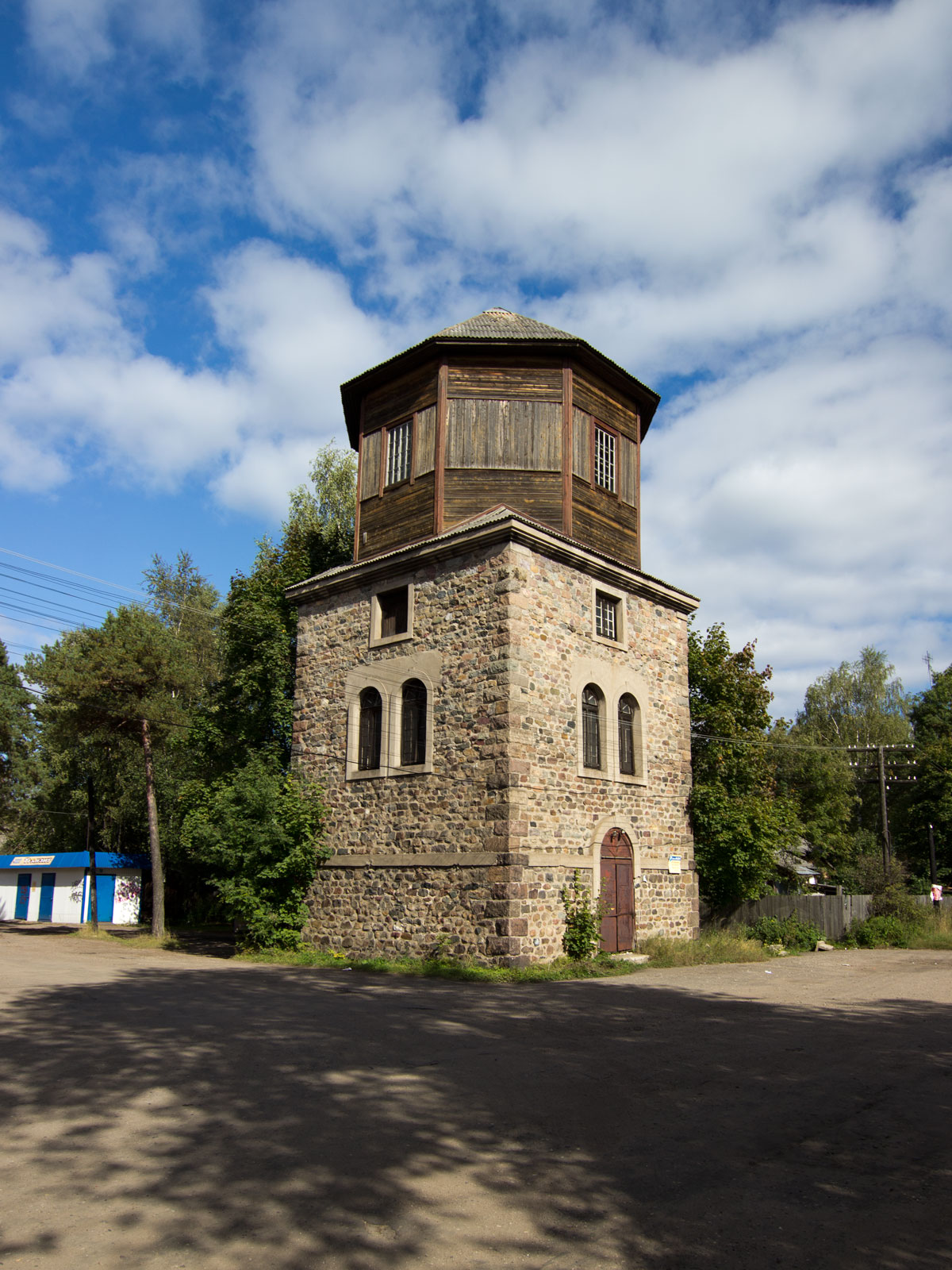
Водонапорная башня на станции Пестово
Вид с моста через Мологу
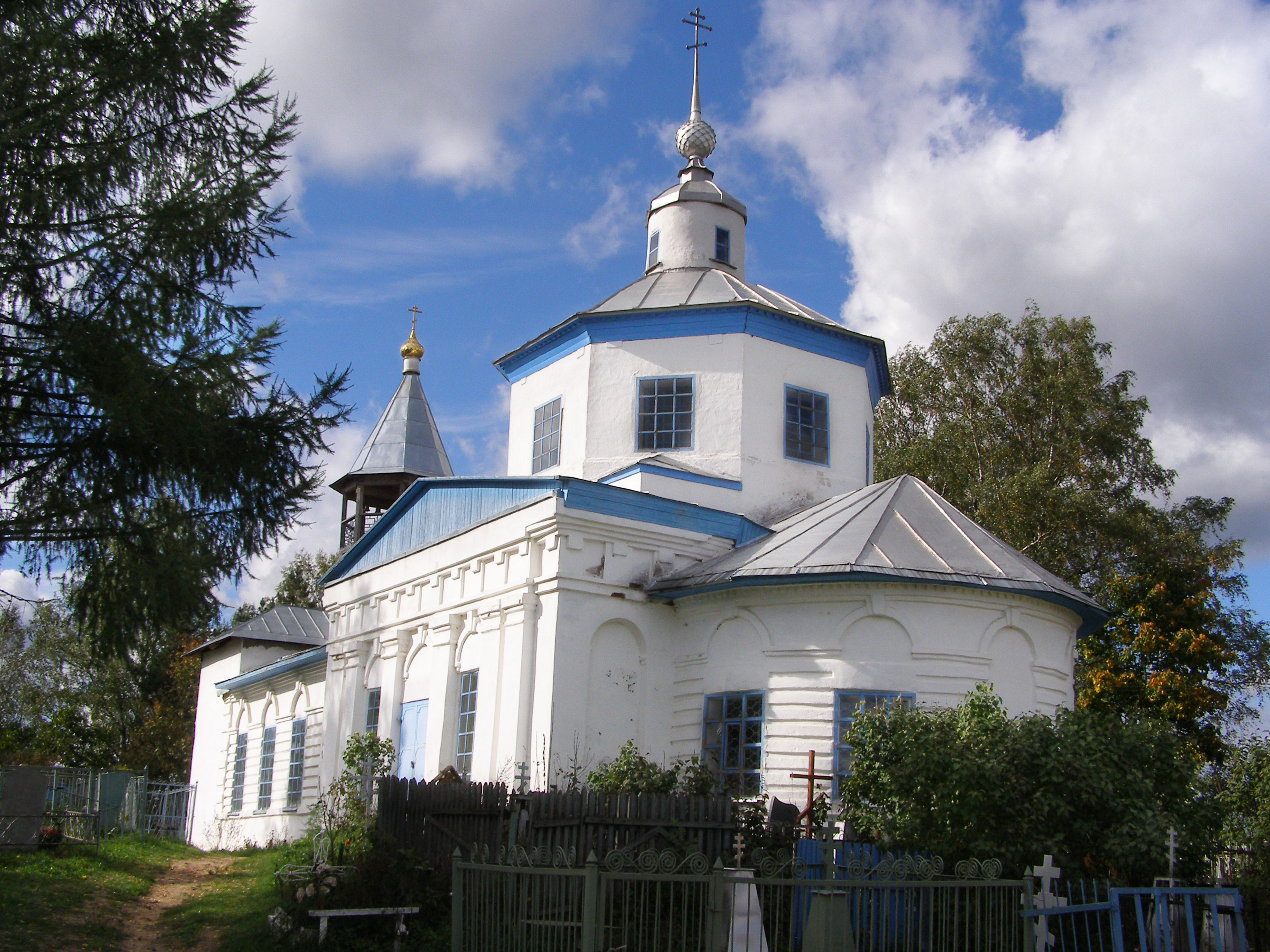
Церковь Покрова Богородицы
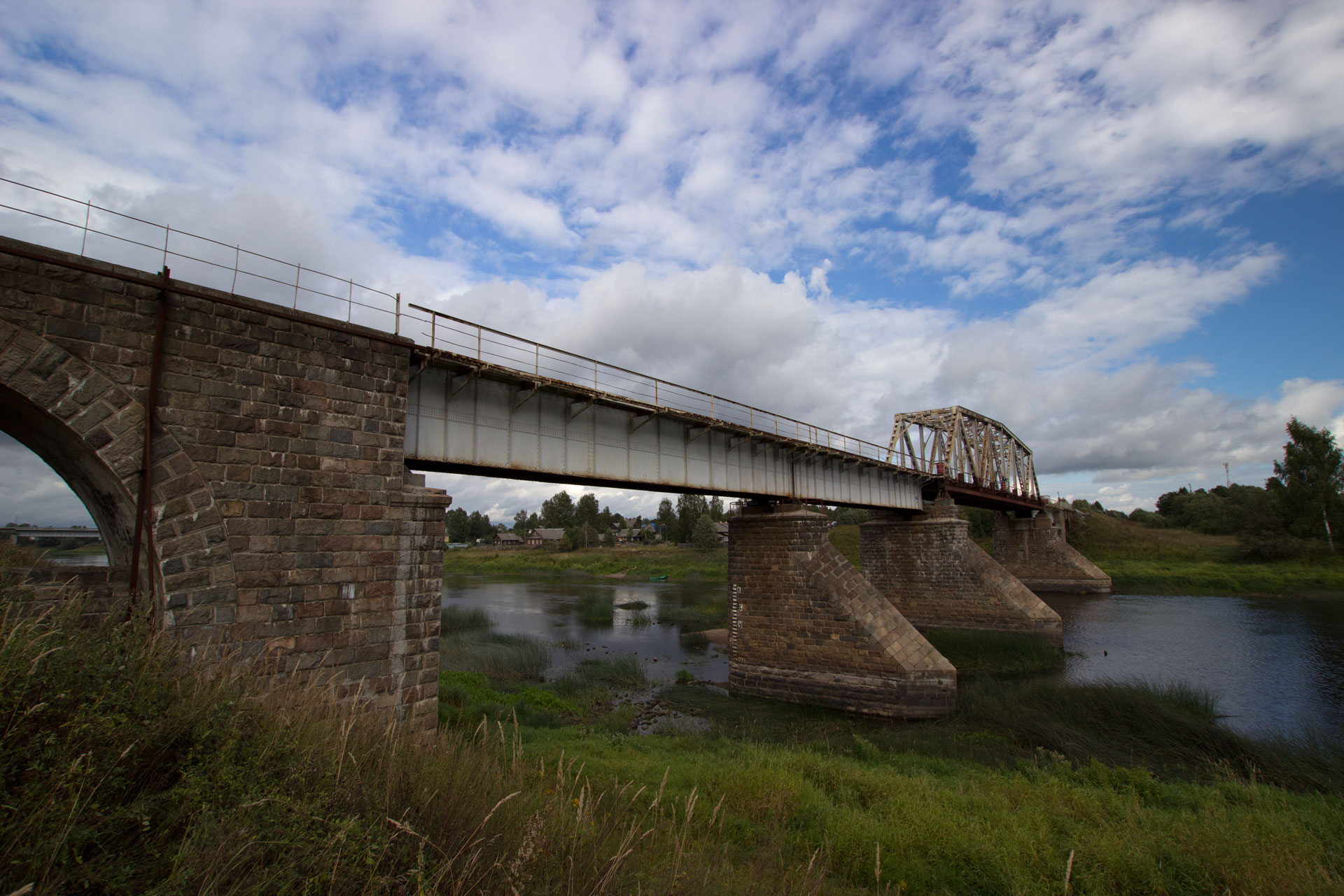
Железнодорожный мост через Мологу
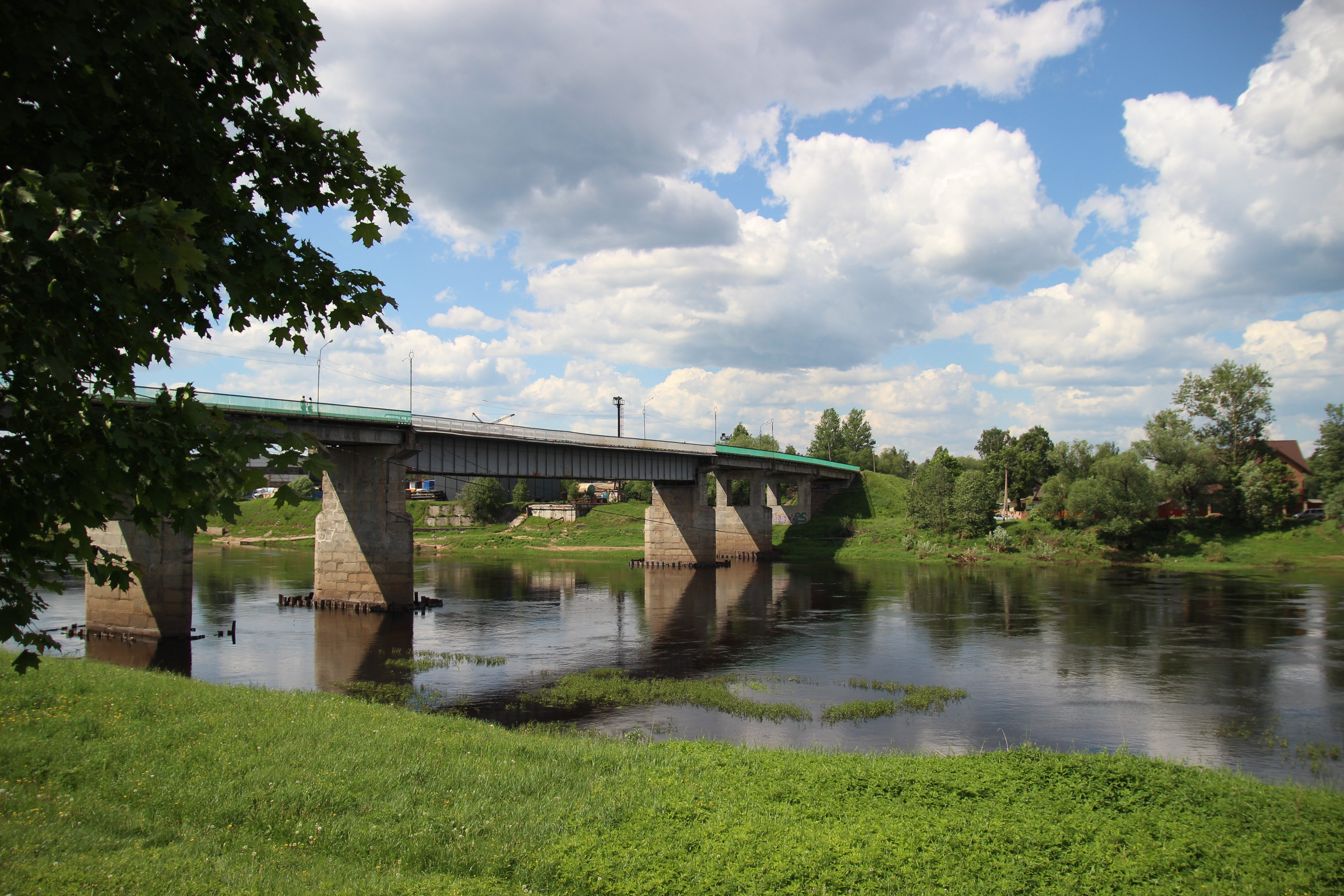
Автомобильный мост через Мологу
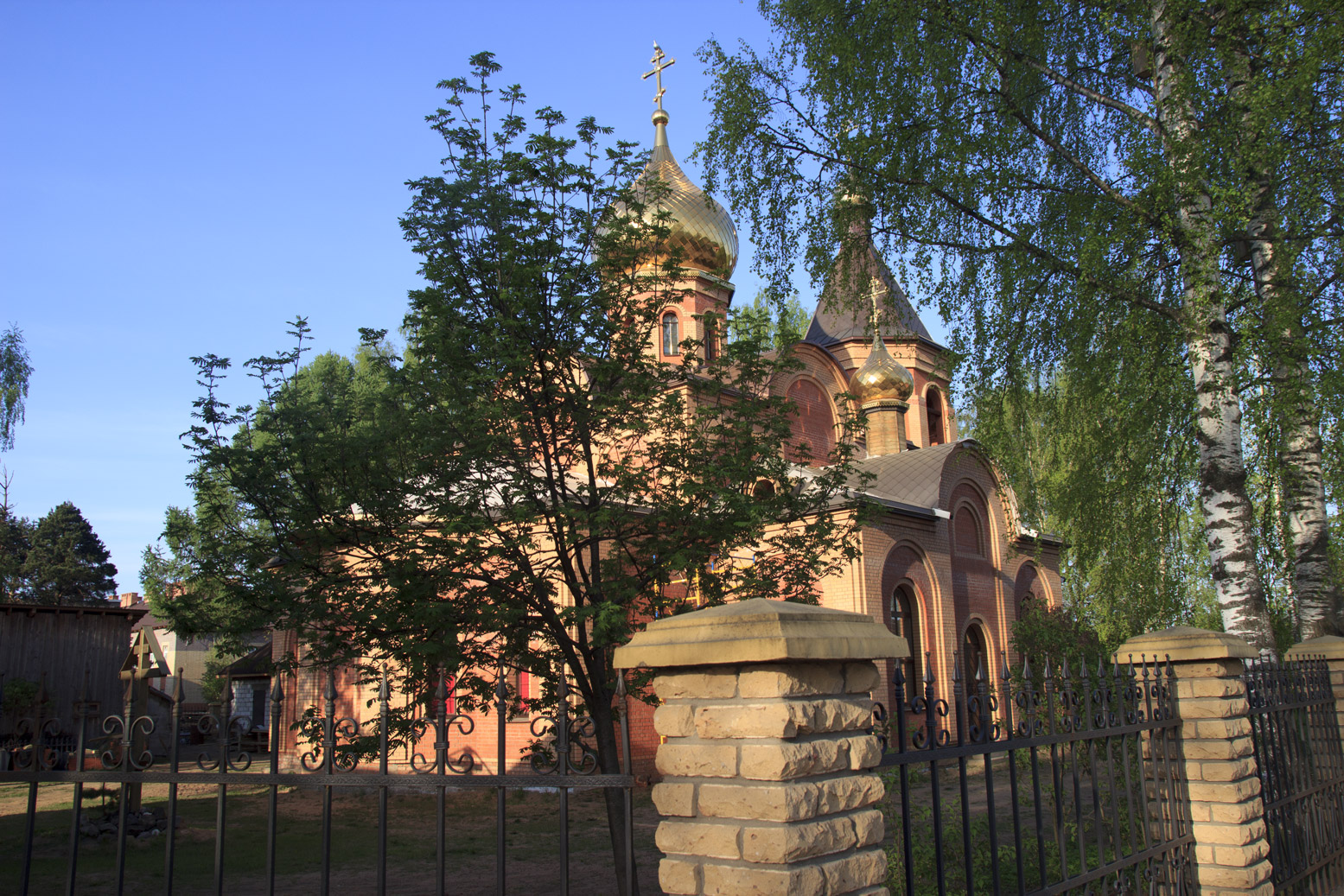
Храм Иоанна Крондштатского
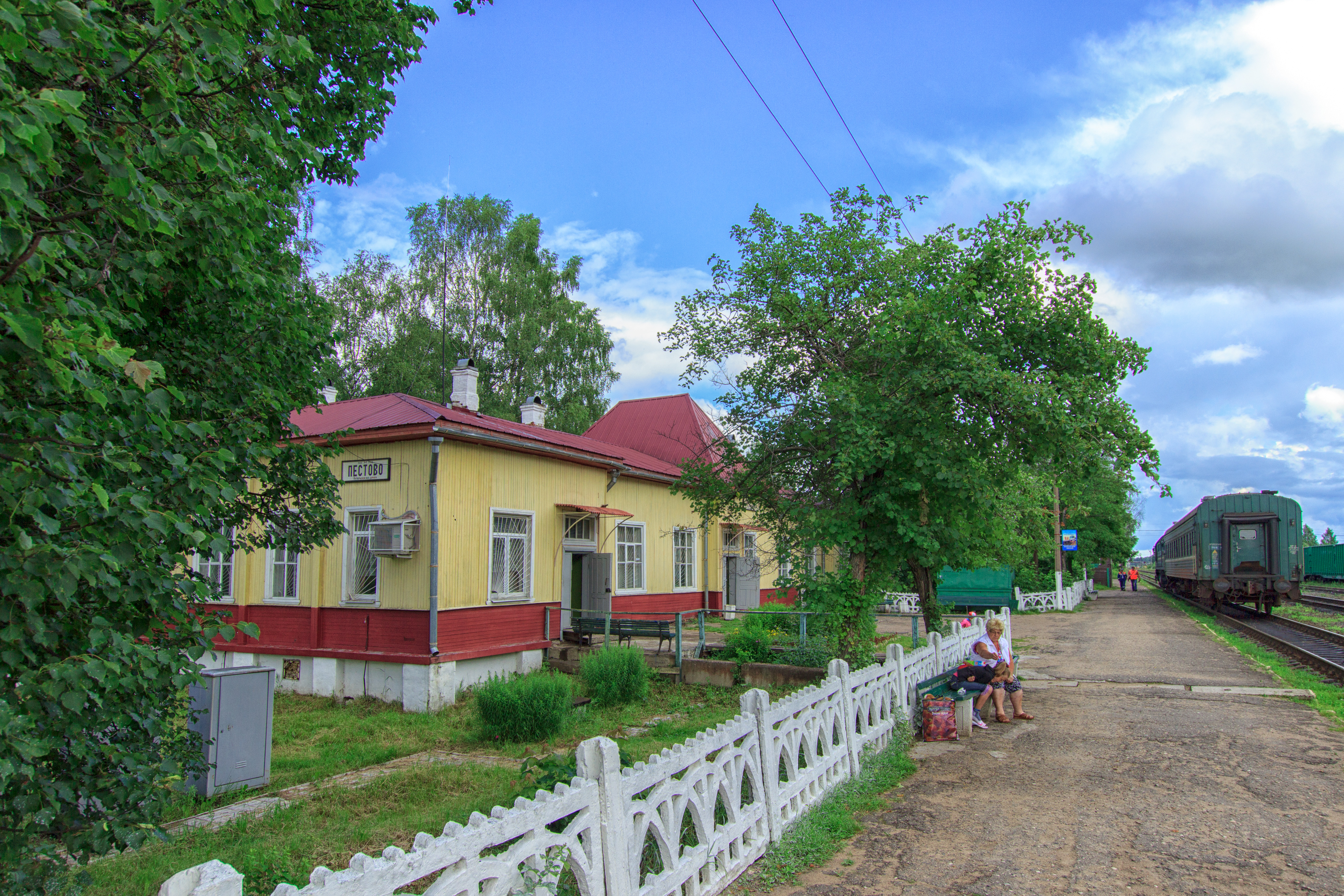
Вокзал в городе Пестове
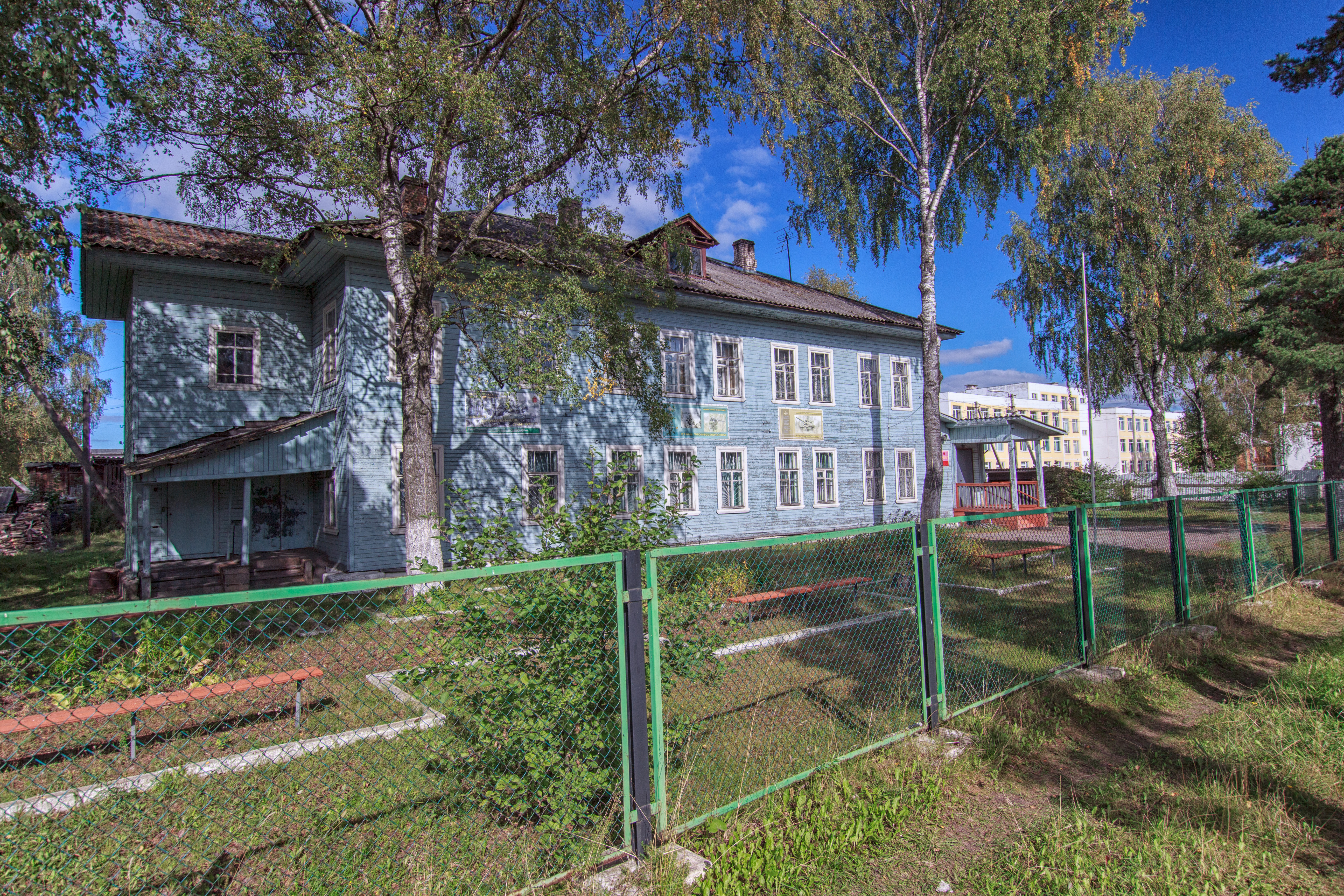
Военкомат в Пестове
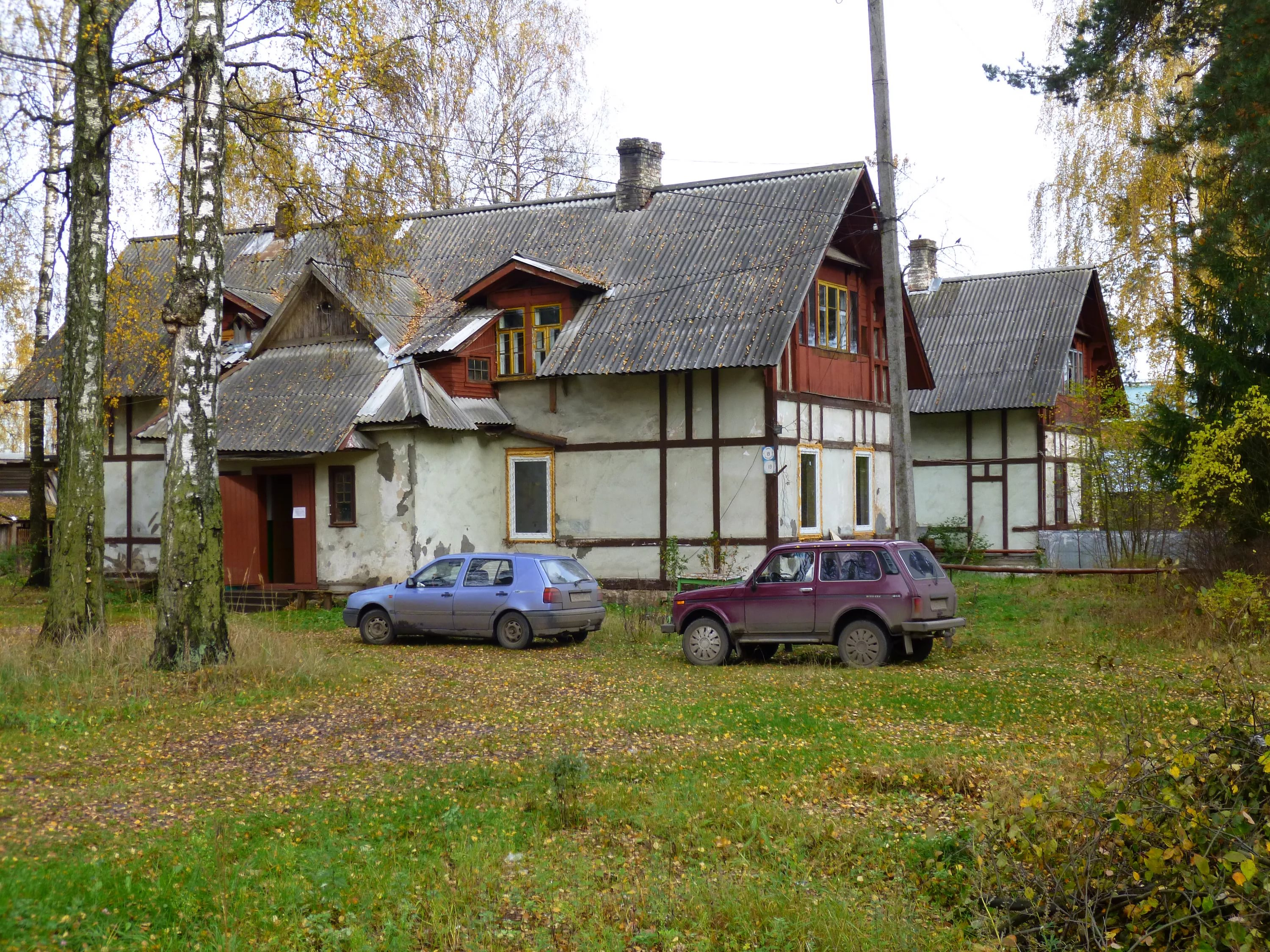
Файл:Фахверковый дом Гиммельсбахов 1924 г..
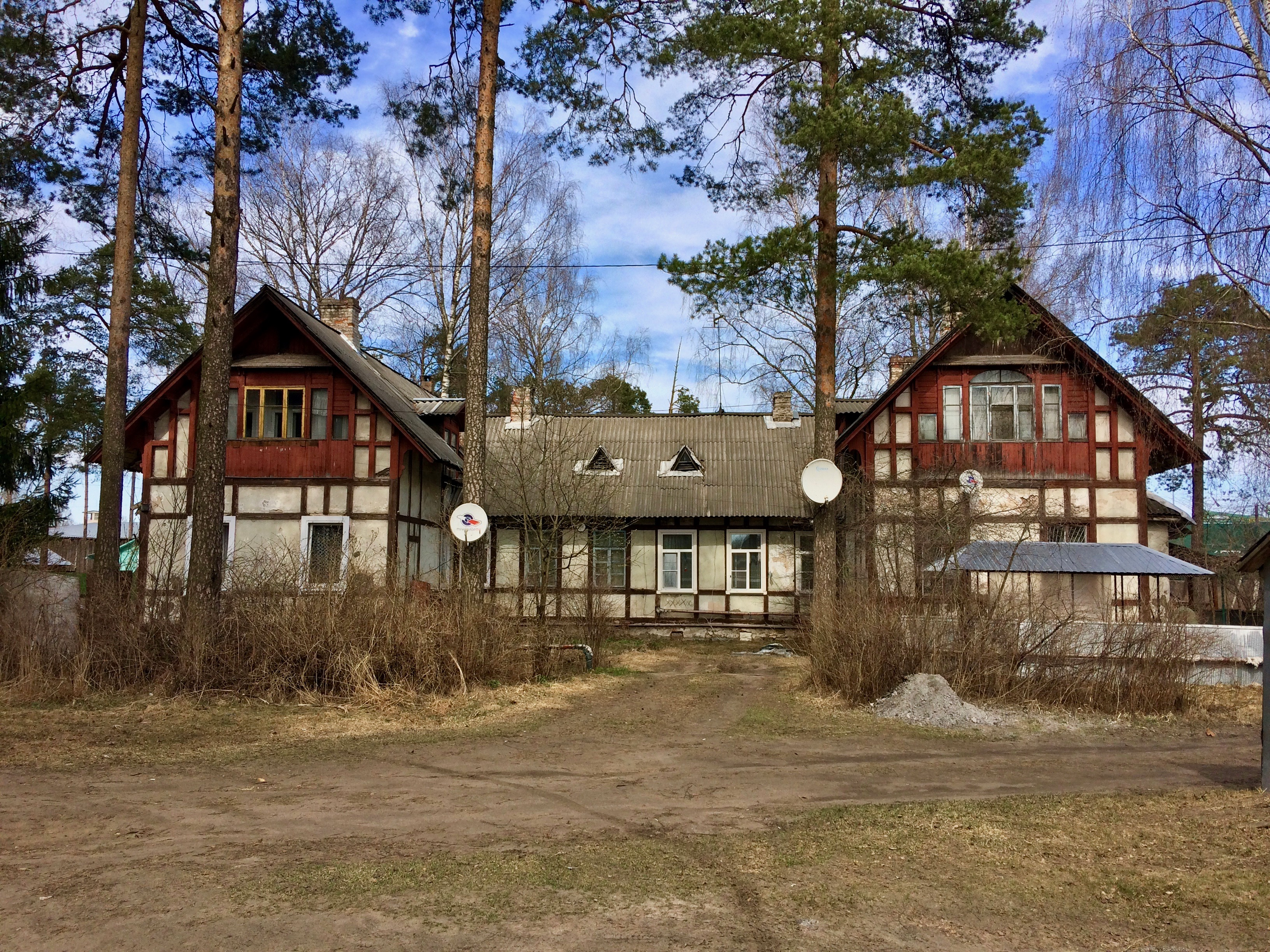
Дом концессионного предприятия «Мологолес», 1924 г.
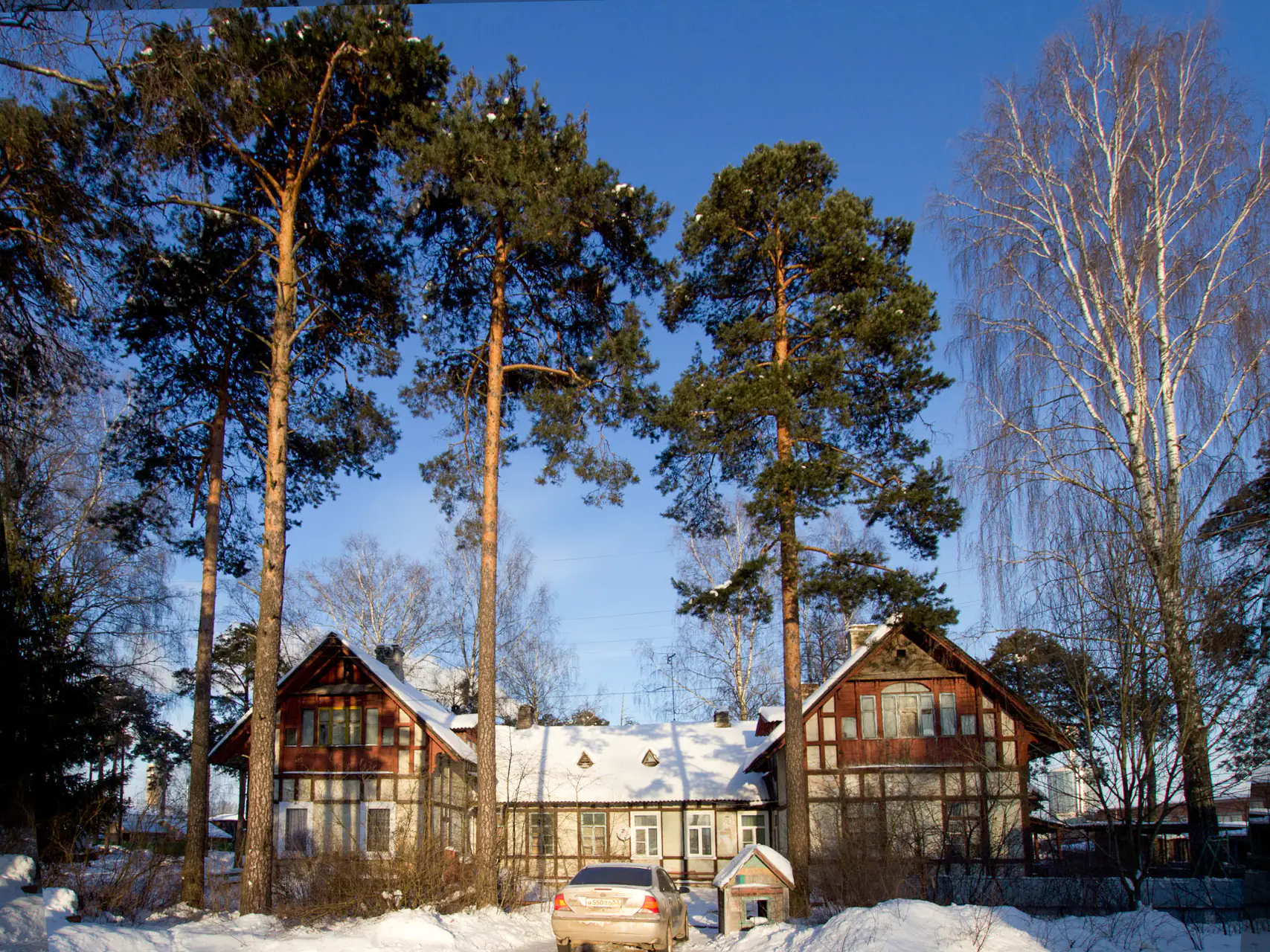
Жилой дом для специалистов советско-германской концессии «Мологолес»
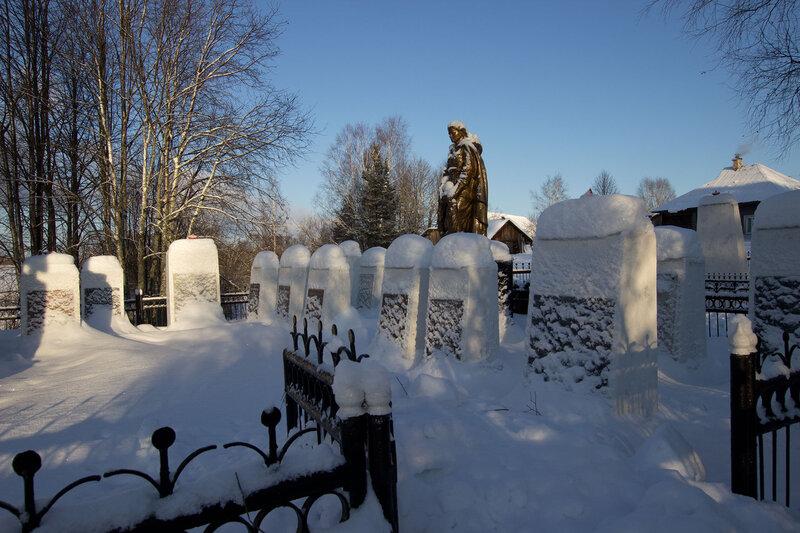
Кладбище советских воинов: улица Некрасова (Покров-Молога)
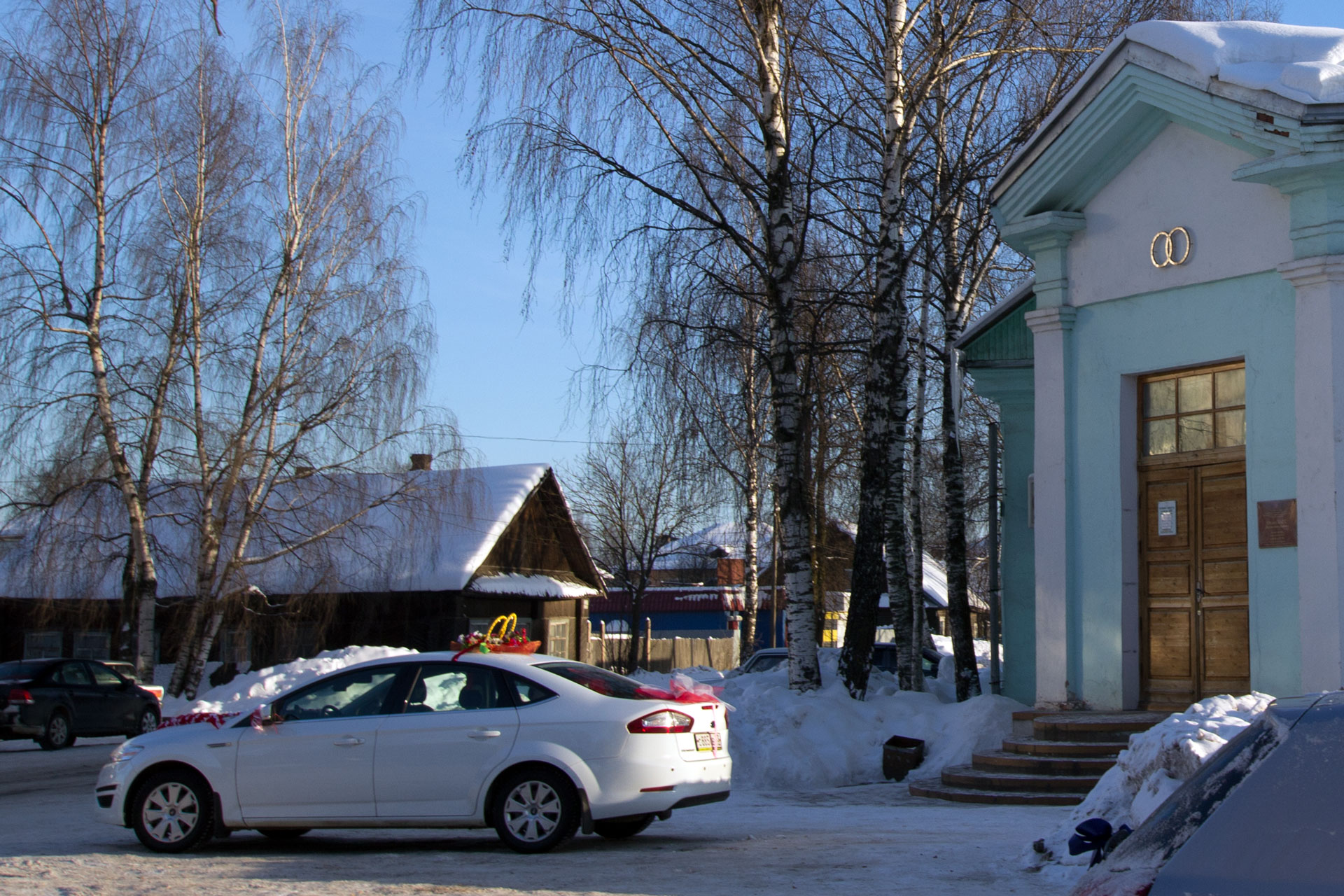
Загс
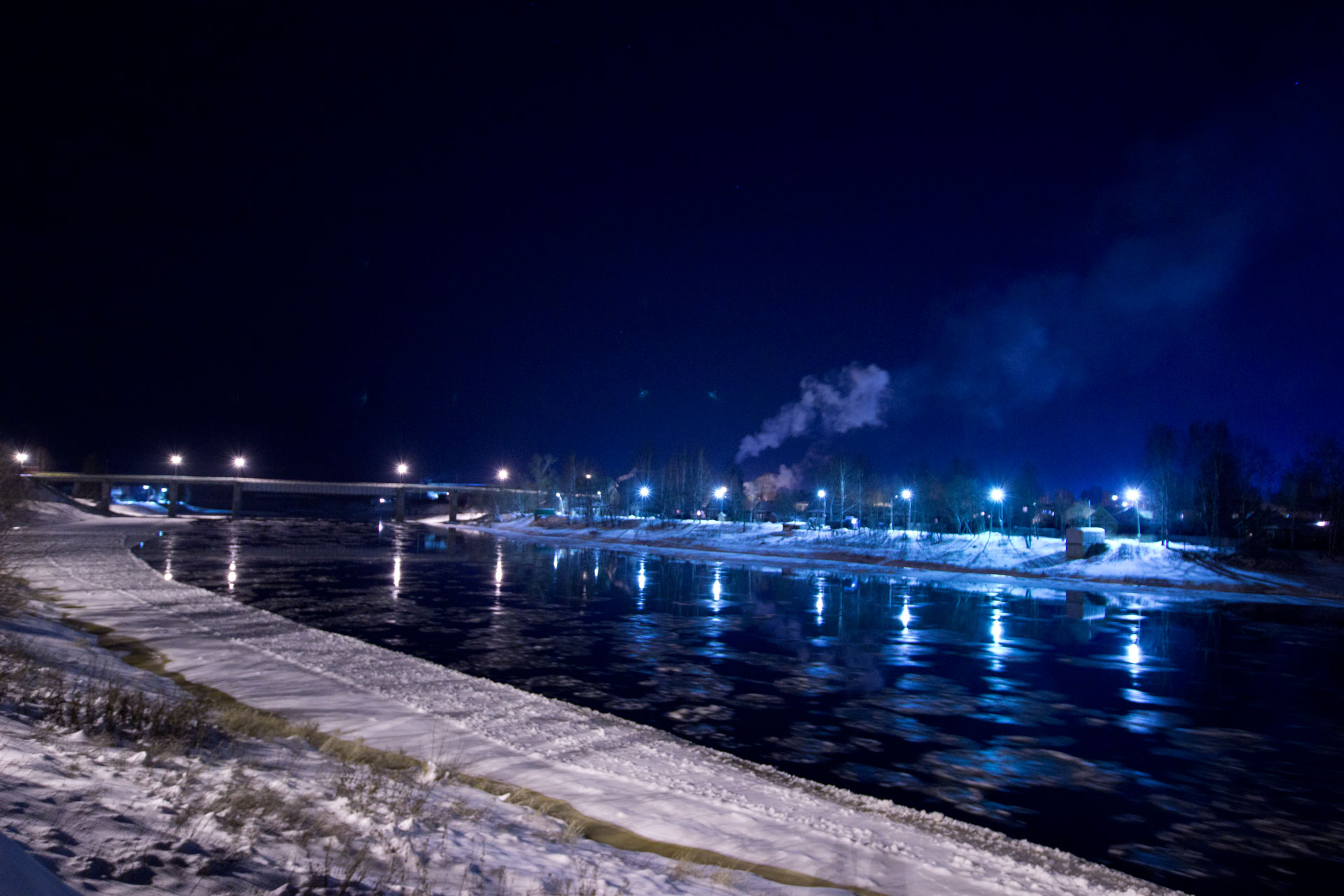
Берег Мологи